# Anhörigas Riksförbund
Anhörigas Riksförbund är en partipolitiskt och religiöst obunden ideell organisation som stödjer den som är anhörig till en närstående som är svårt sjuk, gammal eller har en funktionsnedsättning.  
Anhörigas Riksförbund består av lokala anhörigföreningar, andra stödjande organisationer och föreningar, samt enskilda medlemmar. Anhörigas Riksförbund ska utifrån ett anhörigperspektiv med god kunskap och bred erfarenhet väcka till debatt, påverka, inspirera och visa vägen för dagens och morgondagens anhörigstöd tillsammans med anhöriga. Anhörigas Riksförbund ska vara en gemensam plattform för alla frågor som berör anhöriga och anhörigvårdare samt kännetecknas av god samverkan genom positiva och ömsesidiga dialoger med samtliga aktörer på alla nivåer inom området anhörigstöd.
Anhörigas Riksförbund är initiativtagare till nationella anhörigdagen som firas den 6 oktober i Sverige varje år. Dagen, som instiftades år 2005, syftar till att uppmärksamma livssituationen för den som är anhörig och firas idag på många håll i landet där kommuner, föreningar och andra aktörer arrangerar aktiviteter och manifestationer på temat att vara anhörig. Ibland sker uppmärksammandet av anhörigas livssituation i en hel vecka runt den 6 oktober, vilken brukar gå under namnet anhörigveckan.